# Симеонов, Александр
Александр Симеонов (род. 1986) — болгарский волейболист-доигровщик; рост 198 см.
Выступал за клуб «Левски Сиконко» из Софии, а также за команду «Стьярнан» из городка Гардабайр в Исландии. С сезона 2010/2011 игрок ярославского «Ярославича».
Входил в «заявку 19-ти» сборной Болгарии на Мировую лигу 2010, но на Чемпионате мира в Италии не играл.